# Aethiothemis carpenteri
Aethiothemis carpenteri is een libellensoort uit de familie van de korenbouten (Libellulidae), onderorde echte libellen (Anisoptera).
De wetenschappelijke naam Aethiothemis carpenteri is voor het eerst geldig gepubliceerd in 1944 door Fraser.